# مايك كاميرون
مايك كاميرون (بالإنجليزية: Mike Cameron) هو لاعب كرة قاعدة أمريكي، ولد في 8 يناير 1973 في لاغرانغ في الولايات المتحدة.

## وصلات خارجية
- مايك كاميرون على موقع دوري كرة القاعدة الرئيسي (الإنجليزية)
- مايك كاميرون على موقعبيزبول رفرنس.كوم (الدوري الرئيسي) (الإنجليزية)
- مايك كاميرون على موقعبيزبول رفرنس.كوم (الدوري الثانوي) (الإنجليزية)
- مايك كاميرون على موقع إي إس بي إن.كوم (أم.أل.بي) (الإنجليزية)
- مايك كاميرون على موقع مشجعي الرسوم البيانية (الإنجليزية)